# Tuamotuichthys marshallensis
Tuamotuichthys marshallensis — вид ошибнеподібних риб родини Bythitidae. Це морський батипелагічний вид, поширений на півдні Тихого океану на глибині 45—540 м біля Маршаллових островів. Описаний у 2006 році, голотип завдовжки 12 см.